# Michelle Obama
Michelle LaVaughn Robinson Obama (Chicago, Illinois, 17. siječnja 1964.) bivša prva dama Sjedinjenih Država, te supruga 44. američkog predsjednika Baracka Obame. Ona je prva afroamerička prva dama.
Rođena je i odrasla u Chicagu te pohađala i završila pravo na sveučilištima u Princetonu i Harvardu. Završivši studij, vratila se u Chicago te prihvatila mjesto u odvjetničkoj firmi Sidley Austin, a kasnije je radila u uredu čikaškog gradonačelnika Richarda Daleya, te u Medicinskom centru Čikaškog sveučilišta.
Michelle Obama je sestra Craiga Robinsona, trenera muškog košarkaškog tima Državnog sveučilišta u Oregonu. Upoznala je Baracka Obamu kada se on zaposlio u firmi Sidley Austin. Nakon njegova izbora u američki Senat, Obame su odlučili nastaviti živjeti u Chicagu, a ne u Washingtonu.

## Obitelj i školovanje
Michelle Robinson se rodila 17. siječnja 1964. u Chicagu od oca Frasera Robinsona III, uposlenika u gradskom vodovodu i demokratskog stranačkog povjerenika u svojoj četvrti, i majke Marian Shields Robinson, tajnice u tvrtci za prodaju preko kataloga imenom Spiegel. Michelle svoje korijene vuče od Afroamerikanaca koji su prije Američkog građanskog rata živjeli na jugu SAD-a; njen šukundjed s očeve strane, Jim Robinson, je bio američki rob u Južnoj Karolini, gdje još uvijek ima članova familije Robinson. Odrasla je u aveniji Euclid u čikaškom gradskom okrugu South Shore, te je odgojena u tipičnom roditeljskom domu. Članovi obitelji su zajedno objedovali i zajedno se zabavljali igrajući društvene igre poput Monopolyja te čitanjem. Michelle i brat Craig (koji je od nje stariji 21 mjesec) preskočili su drugi razred. U šestom razredu Michelle se prebacila u razred za nadarene u Osnovnoj školi Bryn Mawr (škola je kasnije preimenovana u Bouchet Academy). Pohađala je Srednju školu Whitney Young, prvu čikašku elitnu školu, i tamo je četiri godine bila na popisu najboljih učenika; bila je članica Nacionalnog društva časti i vršila službu blagajnice učeničkog vijeća. Put od kuće do škole, iz doma u četvrti South Side do četvrti Near West Side, oduzimao joj je tri sata svakoga dana. Bila je u istom razredu sa Santitom Jackson, kćerkom Jesseja Jacksona i sestrom Jesseja Jacksona mlađeg. Maturirala je 1981. kao druga u generaciji, te započela studij iz sociologije te afroameričke povijesti, kulture i politike na Sveučilištu Princeton, gdje je 1985. postigla bakalaureat cum laude.
Na Princetonu je kritizirala metodu predavanja francuskog jezika, smatrajući da bi trebala biti više konverzacijska. Kao jedan od preduvjeta za diplomiranje, napisala je tezu pod naslovom Crnci obrazovani na Princetonu i crnačka zajednica. "Sjećam se da sam bila šokirana", kaže ona, "kolegama studentima koji su vozili BMW-e. Ja čak nisam poznavala ni roditelje koji su vozili BMW-e." Pravo je doktorirala na Harvardu 1988. godine. Dok je još studirala na Harvardu, sudjelovala je u političkim demonstracijama koje su tražile zapošljavanje profesora iz redova manjina. Ona je treća prva dama s diplomom iz postdiplomskog studija, nakon Hillary Clinton i Laure Bush. U srpnju 2008. Michelle Obama je prihvatila poziv da postane počasna članica stotinu godina starog crnačkog sestrinstva Alpha Kappa Alpha, koje u vrijeme dok je ona studirala na Princetonu nije bilo aktivno među preddiplomskim studentima.
Baracka Obamu je upoznala dok su još bili jedni od rijetkih Afroamerikanaca u njihovoj odvjetničkoj firmi (ona je ponekad govorila o samo dvoje, premda su drugi ukazali na to da je bilo i drugih u različitim odjelima), te joj je povjeren zadatak da mu kao ljetnom suradniku bude mentorica. Njihov je odnos počeo poslovnim ručkom, a zatim i sa sastankom mjesne neprofitne organizacije gdje ju je prvi put impresionirao. Par je za svoj prvi izlazak odabrao film Spikea Leeja Do the Right Thing (Učini pravu stvar). Vjenčali su se u listopadu 1992, imaju dvije kćerke, Maliju Ann (rođenu 1998) i Natashu (rođenu 2001). Tijekom čitave muževljeve kampanje za predsjednika Sjedinjenih Država 2008. godine "obvezala se da će preko noći biti odsutna samo jednom tjedno – da će biti aktivna u kampanji samo dva dana tjedno i vraćati se doma na kraju drugoga dana" zbog svoje djece.
Brak s Barackom je imao svoje uspone i padove. Spoj dinamične obitelji i prvih koraka u političkoj karijeri bio je uzrokom mnogih prepirki o balansiranju između posla i obitelji. Barack je u svojoj drugoj knjizi, pod naslovom Odvažnost nade: Razmišljanja o obnavljanju američkog sna,  napisao kako su, "umorni i pod stresom, imali malo vremena za razgovor, a pogotovo za romantiku". Međutim, unatoč obiteljskim obvezama i karijerama, ustraju u pokušajima da organiziraju zajedničke noćne izlaske.
Njihove su kćeri pohađale privatnu školu pod imenom University of Chicago Lab School, a sada pohađaju školu pod imenom Sidwell Friends School u Washingtonu. Iz jednog televizijskog intervjua se da zaključiti da par ne namjerava imati više djece. Dobili su savjete od prethodnih prvih dama Laure Bush, Rosalynn Carter i Hillary Clinton o odgajanju djece u Bijeloj kući. Marian Robinson će se također preseliti u Bijelu kuću kako bi pomogla s djecom.
Američka tajna služba je Michelle Obama dodijelila kodno ime Renaissance.

## Karijera
Nakon što je završila studij prava, bila je partner u čikaškom uredu odvjetničke firme Sidley Austin, gdje je prvi put upoznala budućeg muža. U firmi je bila zadužena za marketing i intelektualno vlasništvo. Iza toga je radila u državnim institucijama – u čikaškoj gradskoj upravi kao pomoćnica gradonačelnika, te kao pomoćnica povjerenika za planiranje i razvoj. 1993. godine je postala izvršna direktorica Čikaškog ureda javnih suradnika (engl. Chicago office of Public Allies), neprofitne organizacije koja je poticala mlade ljude da se angažiraju u rješavanju socijalnih problema radeći u neprofitnim grupama i državnim agencijama. Tamo je radila skoro četiri godine i pritom postigla rekordne priljeve donacija organizaciji koja je dugo nastavila s radom nakon njena odlaska.
1996. godine Michelle Obama je pomoćnica dekana zadužena za studentsku službu na Čikaškom sveučilištu, te je tamo radila na razvoju Sveučilišnog centra za pomoć zajednici. 2002. Godine počela je raditi za Čikaške sveučilišne bolnice, najprije kao izvršna direktorica za društvena pitanja, a početkom svibnja 2005. kao potpredsjednica za društvena i vanjska pitanja.
Tijekom kampanje na stranačkim predizborima i dalje je vršila istu funkciju, ali je morala skratiti radno vrijeme kako bi se mogla više posvetiti kćerkama i muževljevom izboru; kasnije je u potpunosti zamrznula vršenje službe na poslu.
Članica je upravnog odbora Čikaškog vijeća za globalna pitanja.
Prema poreznoj prijavi bračnog para iz 2006, Michelleina plaća je iznosila 273.618 USD od Čikaških sveučilišnih bolnica, dok je Barack imao senatorsku plaću u iznosu od 157.082 USD. Ukupni prihodi Obaminih su, međutim, iznosili 991.296 USD, uključujući  i 51.200 USD koje je zarađivala kao članica upravnog odbora tvrtke TreeHouse Foods, Inc., a tomu ćemo još pridodati također investicije i honorare od Barackovih knjiga.

## Kampanja
Michelle je Baracka podupirala kroz cijelu njegovu političku karijeru, još tamo od izbora za senatora Illinoisa pa sve do glavnih izbora za predsjedika SAD-a.
Michelle je Baracka s obje kćeri pratila diljem Sjedinjenih Američkih Država. Mnogi kažu da je upravo ona mnogo pridonijela izboru Baracka za predsjednika jer "sjaji" osmijehom i svojom dobrotom.
Bila je i na meti kritičara jer se, prema njihovim riječima, Michelle povlačila za Barackom u nastojanju da pomogne svojoj karijeri što je ona odlučno opovrgavala.
Morala je trpjeti i uvrede na račun njezine i muževe boje kože, te je strahovala od pokušaja atentata na Baracka i obitelj. Mnogi su je mediji opisivali kao "ljutu crnu ženu" ali je ona izjavila: "Barack i ja smo već dugi niz godina pod povećalom javnosti, i ojačali smo dosad. Kada vodite kampanju, uvijek ćete biti kritizirani."
Nakon što je Obama postao predsjednik, trebalo je još samo prisegnuti i useliti se u Bijelu kuću. Milijuni ljudi došli su ispred Bijele kuće u Washingtonu. Michelle Obama bila je uz Baracka dok je on prisegnuo na Bibliji Abrahama Lincolna. Nakon te ceremonije mnogi su pohvalili Michellin izgled i haljinu koju je nosila.

## Stil i utjecaj
Usporedno s usponom Baracka Obame kao prominentnog političara Michelle je postala dijelom popularne kulture. U svibnju 2006. časopis Essence uvrstio ju je među "25 žena na svijetu koje najviše inspiriraju". U srpnju 2007. časopis Vanity Fair uvrstio ju je među "10 najbolje odjevenih ljudi na svijetu". Bila je počasna gošća Bala legendi Oprah Winfrey. U rujnu 2007. časopis 02138 joj je dodijelio 58. mjesto na popisu stotinu najutjecajnijih harvardskih studenata protekle godine. Njezin je muž bio na 4. mjestu. U srpnju 2008. ponovno je bila na međunarodnom popisu najbolje odjevenih u časopisu Vanity Fair. Također je 2008. osvanula na popisu najbolje odjevenih žena u izboru časopisa People, koji ju je pohvalio za "klasičan i pouzdan" izgled. Očekuje se da će Michelle Obama jako dobro igrati ulogu Prve dame, te da će ona, jer je tamnoputa utjecajna žena u stabilnom braku, biti pozitivan uzor i utjecati na način na koji svijet promatra Afroamerikance.
Uspoređuju je s Jacqueline Kennedy zbog njezina uglađena ali ne i pretjerana stila, kao i s Barbarom Bush poradi njezine discipline i sklada.
Izjavila je da bi se kao Prva dama željela usredotočiti na probleme koji tište obitelji vojnika i radnika. Očekuje se da će vršiti funkciju Prve dame stvarno i sa stilom, nadajući se da će se mediji ipak više baviti njezinim ozbiljnim doprinosom nego njezinim smislom za modu.